# Yarinacocha (distrito)
Yarinacocha é um distrito peruano localizado na Província de Coronel Portillo, região de Ucayali. Sua capital é a cidade de Puerto Callao.

## Transporte
O distrito de Yarinacocha é servido pela seguinte rodovia:
- UC-103, que liga o distrito de Nueva Requena  à cidade de Manantay [2][3][4]